# Eyalet de Trébizonde
1598–1867
Entités précédentes :
- Empire de Trébizonde devenu un sandjak ottoman en 1461

Entités suivantes :
- Vilayet de Trébizonde

Le beylerbeylik, pachalik ou eyalet de Trébizonde (turc ottoman : ایالت طربزون, Eyālet-i Ṭrabzōn) est un eyalet (province) de l'Empire ottoman, dans le nord-est de l'Anatolie, sur la mer Noire. Sa capitale était Trébizonde (Trabzon) en Turquie actuelle.

## Histoire
La province occupe le territoire de l'ancien empire de Trébizonde, principauté grecque détachée de l'empire byzantin et conquise par le sultan ottoman Mehmed II en 1461. Elle devient un sandjak (district). Bayezid II, fils de Mehmet II, en confie le gouvernement à son fils, le futur sultan Sélim Ier. Le fils et successeur de Sélim, le prince Soliman, futur « Magnifique », y naît en 1494. Gülbahar Hatun, mère de Sélim Ier, y meurt en 1505 : la mosquée attachée à son mausolée est le principal monument ottoman de la ville.
La forteresse géorgienne de Gonio près de Batoumi est conquise par les Ottomans en 1547. Elle est prise et pillée par une flottille cosaque en 1647 mais reprise par les Ottomans peu après.
Le sandjak de Trébizonde devient, en 1598, une province de premier rang (eyalet). Au XVIIe siècle, la population de la province est encore en majorité chrétienne (Grecs pontiques) alors que le reste de l'Anatolie était islamisé.
En 1829, par le traité d'Andrinople, l'Empire ottoman cède à la Russie une partie de l'eyalet de Tchildir. Le reste est partagé entre l'eyalet de Kars et celui de Trébizonde.
En 1867, lors de la réforme administrative qui transforme les eyalets en vilayets, la province devient le vilayet de Trébizonde.

## Géographie

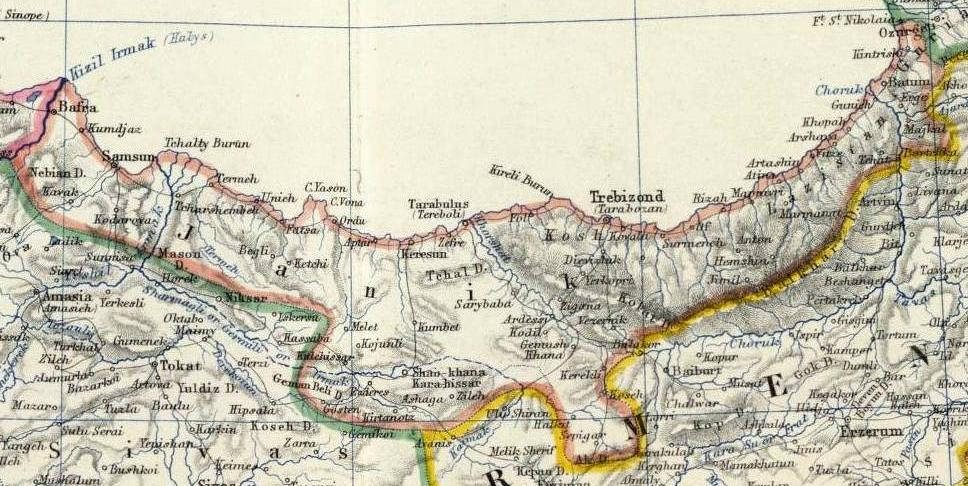
L'eyalet de Trébizonde par Keith Johnston, 1861

L'eyalet de Trébizonde est limité au nord par la mer Noire, à l'ouest par l'eyalet de Kastamonu, au sud-ouest par l'eyalet de Roum, au sud par l'eyalet d'Erzurum, à l'est par l'eyalet de Tchildir jusqu'en 1829, puis par la Géorgie, partie de la vice-royauté du Caucase russe.
En 1838, le voyageur anglais Edmund Spencer décrit Trébizonde comme le port le plus prospère de la mer Noire, relié à Constantinople par une ligne de navires à vapeur. Le pont du navire est bondé de représentants de toutes les nations de l'empire : musulmans, Grecs, Arméniens, Juifs karaïtes, Juifs talmudiques et quelques « Francs » (Européens). Le port qui compte trois bassins, Korata, Platana et Tchumlichki, est assez mal protégé bien que l'administration ottomane projette d'y construire des môles et des docks : le seul môle existant est romain, attribué à l’empereur Hadrien. La ville est d'aspect entièrement oriental avec des rues étroites, des mosquées et des bazars mais les « Francs » ont construit leur propre village à proximité. Les boutiques vendent toutes sortes de produits manufacturés occidentaux, surtout britanniques. Les réformes du tanzimat commencent à répandre l'usage des articles européens ainsi que le port du fez.
La ville a 11 caravansérails, construits en pierre, et des caravanes transportent les marchandises vers la Perse et l'est de l'Anatolie. La campagne environnante est très fertile avec des vignes et des oliviers. La région exporte une grande quantité de noix et noisettes, récoltées en septembre. On y produit aussi du lin et du chanvre.

Images de l'eyalet de Trébizonde
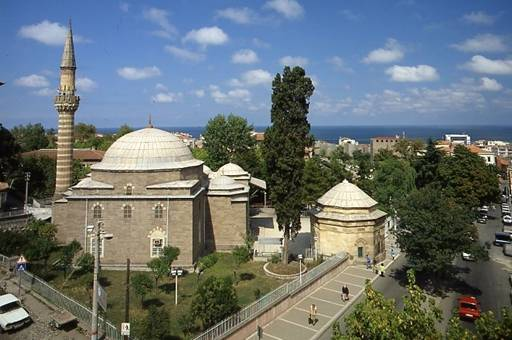
Mosquée et mausolée de Gülbahar Hatun, veuve de Bayezid II, morte à Trébizonde en 1505
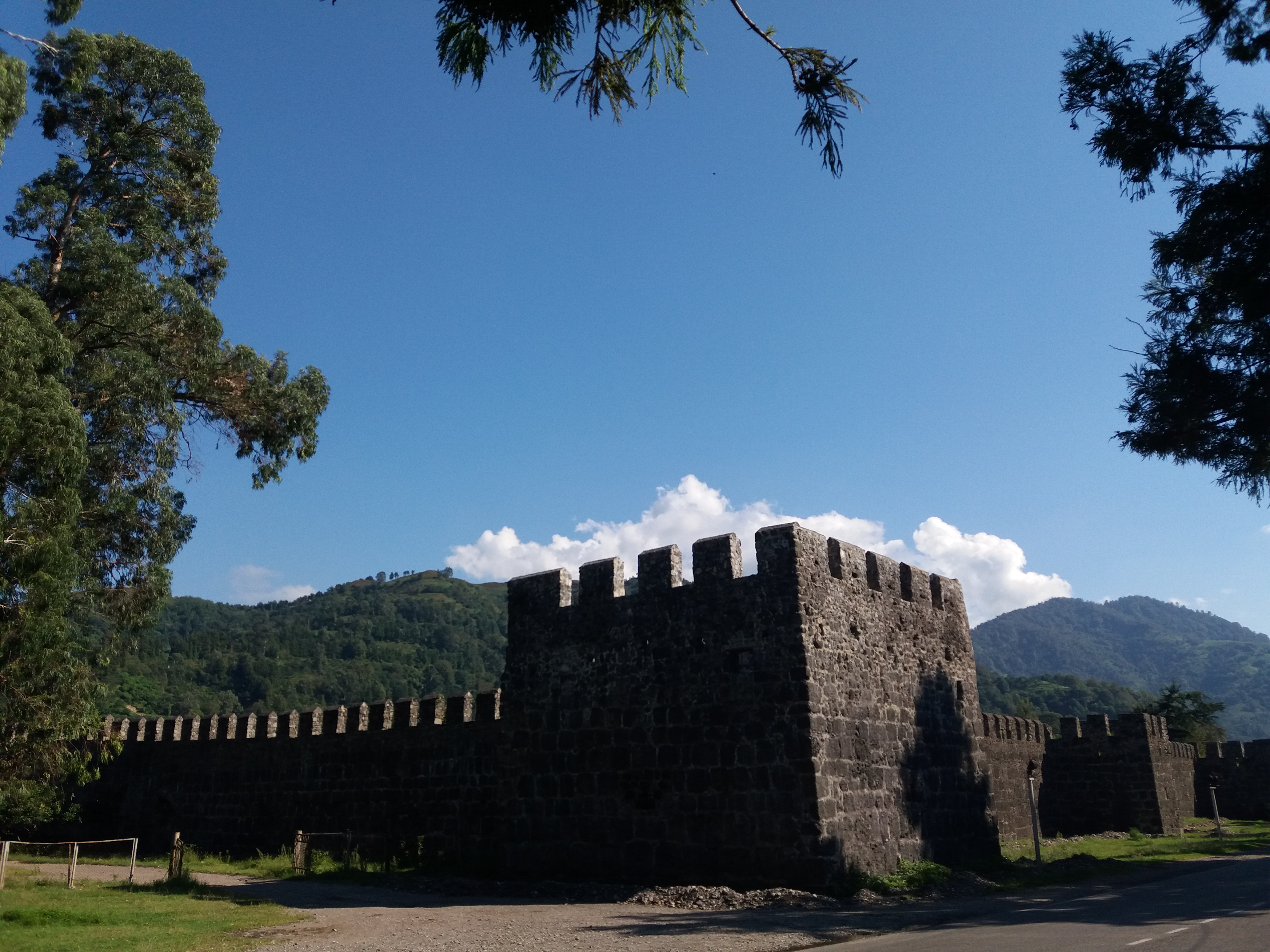
Forteresse de Gonio près de Batoumi (Géorgie), prise par les Ottomans en 1547
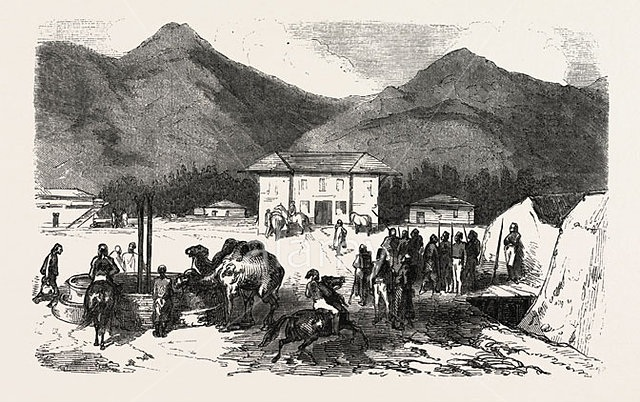
Camp de l'armée ottomane devant Batoumi en 1855
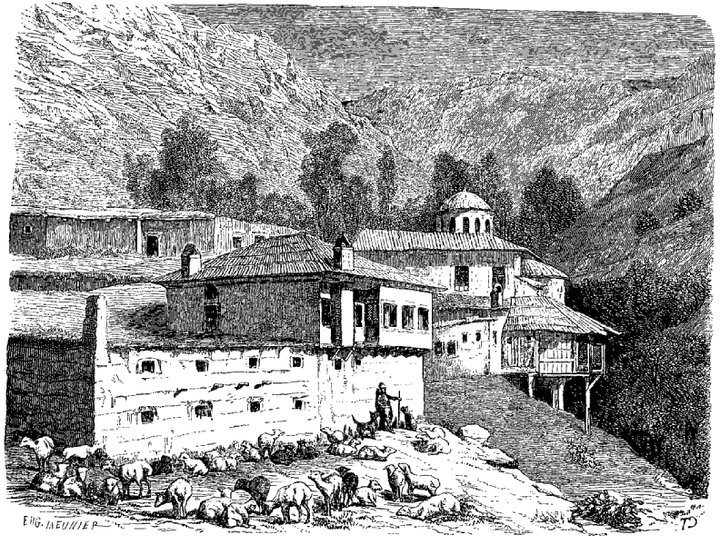
Monastère arménien à Trébizonde par Eugène Meunier (1841–1906)

## Subdivisions

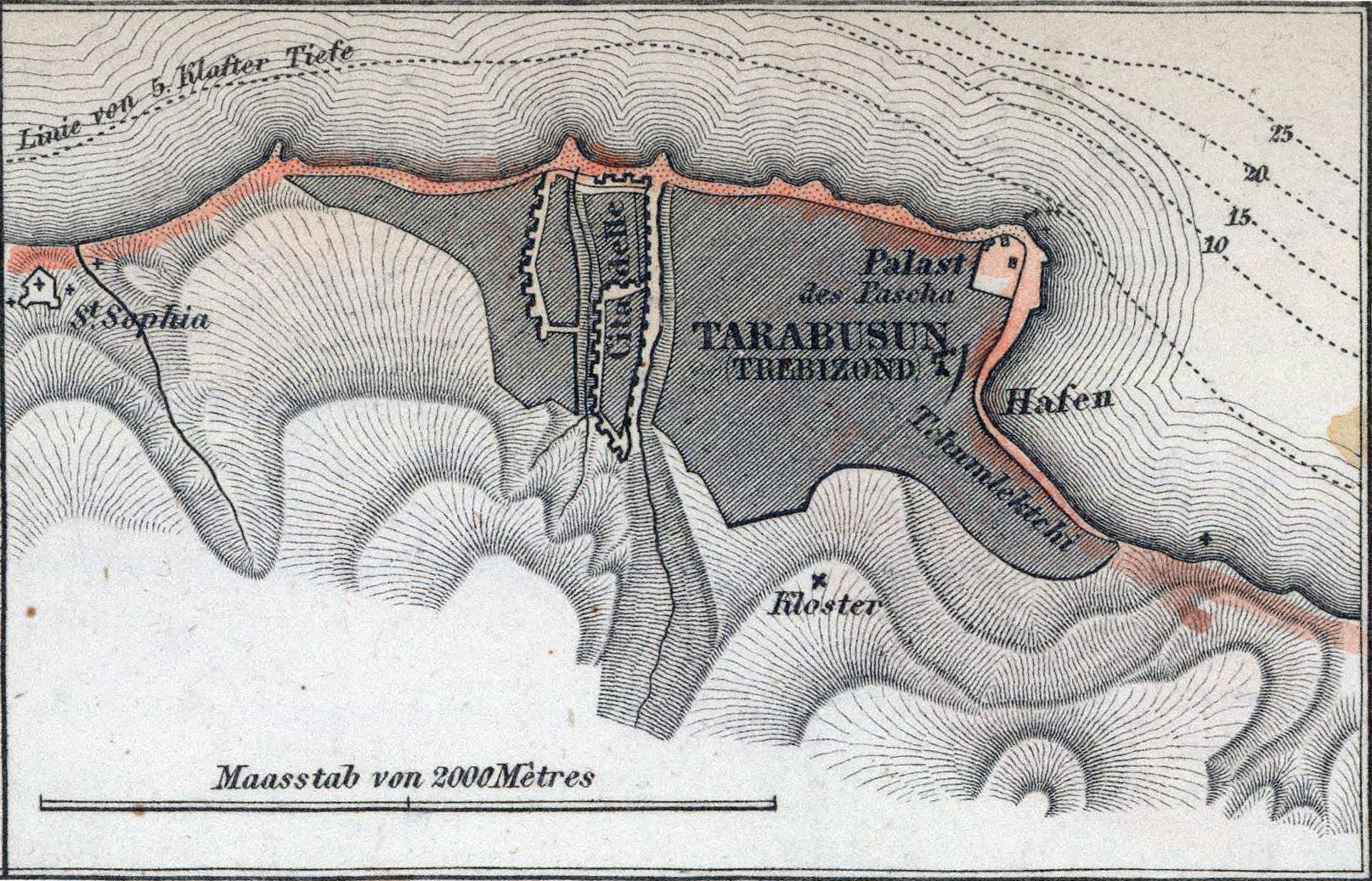
Plan de Trébizonde, Joseph Grassl, 1860

L'eyalet est divisé en plusieurs sandjaks. Au XVIIe siècle, ce sont :
- Sandjak de Gümüşhane
- Sandjak de Jankha
- Sandjak de Gonio
- Sandjak de Batoumi

Au début du XIXe siècle :
- Sandjak de Trébizonde
- Sandjak de Giresun
- Sandjak de Lazistan

## Sources et bibliographie
- (en) Cet article est partiellement ou en totalité issu de l’article de Wikipédia en anglais intitulé « Trebizond Eyalet » (voir la liste des auteurs) dans sa version du 18 août 2016.
- Edmund Spencer, Travels in Circassia, Krim Tartary & C.: Including a Steam Voyage down the Danube, from Vienna to Constantinople & Round the Black Sea in 1836, Volume 2, London, 1838, p.187-